# Burg Couzan

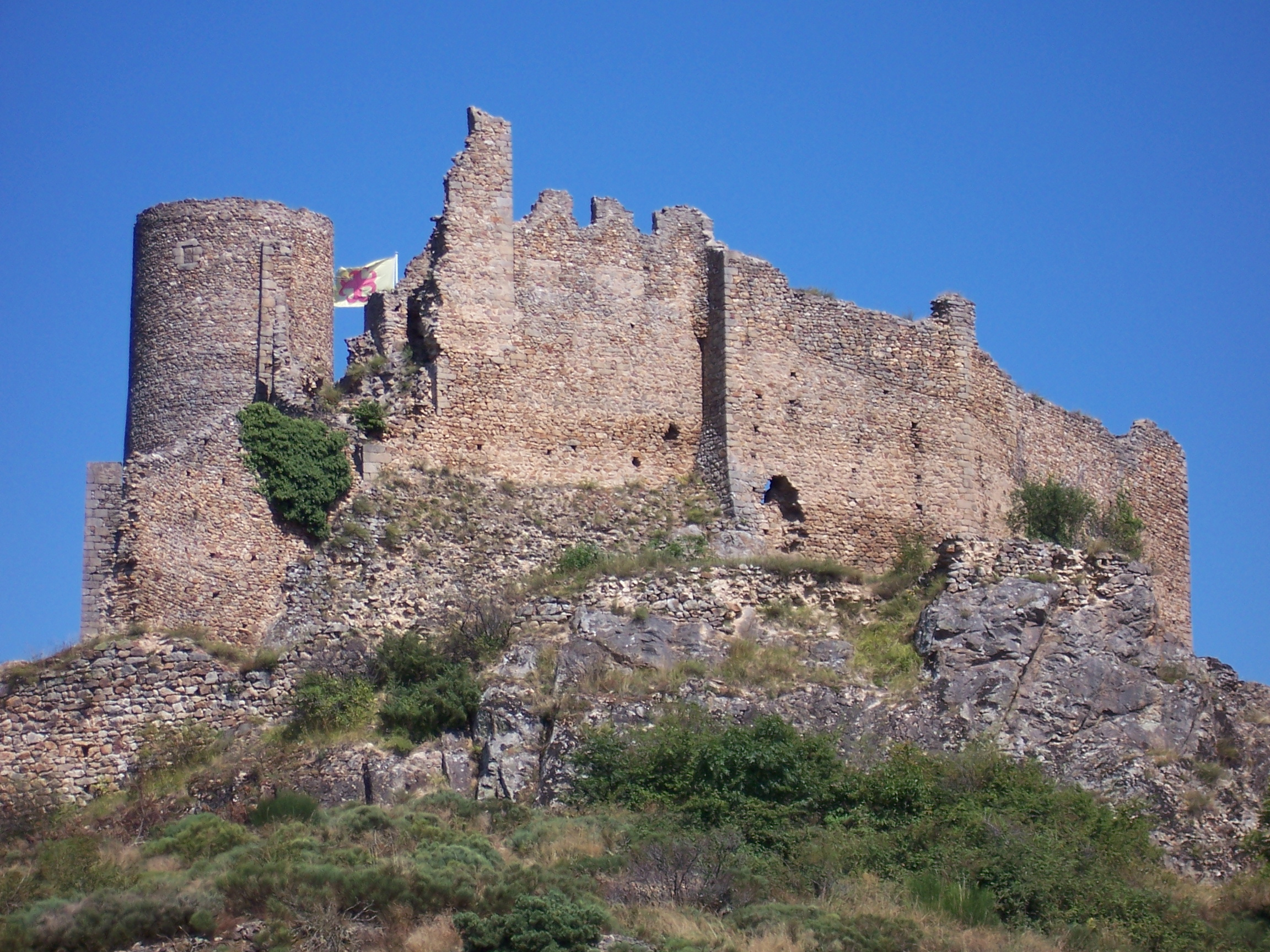
Burgruine Couzan, Ansicht von Westen

Die Burg Couzan (französisch Château de Couzan) ist die Ruine einer mittelalterlichen Burganlage oberhalb der französischen Ortschaft Sail-sous-Couzan im Département Loire. Sie ist ein typisches Beispiel für die mittelalterliche Wehrarchitektur des Forez und geht auf eine Gründung des 11. Jahrhunderts zurück. Sie war Stammsitz der Familie Damas, einer Nebenlinie des Hauses Semur, die sie im 13. bis 15. Jahrhundert immer weiter ausbaute und vergrößerte. Im 15. Jahrhundert an die Familie Lévis gelangt, begann der allmähliche Niedergang der Anlage, die fortan nicht mehr als Wohnsitz genutzt wurde. Schon im 17. Jahrhundert war sie eine Ruine.
Seit 1932 gehört die Burg der Gesellschaft für Geschichte und Archäologie des Forez „La Diana“, die sich seitdem um ihren Erhalt kümmert. Im Sommer besuchen jährlich rund 2000 Freizeittouristen die Ruine, zusätzlich empfängt sie etwa 3000 Schüler pro Jahr. Am 20. Dezember 1890 wurde die Ruine als klassifiziertes Monument historique (classé) unter Denkmalschutz gestellt. Seit dem 22. August 1947 ist der komplette Burghügel ein eingeschriebenes Monument historique (inscrit).

## Geschichte

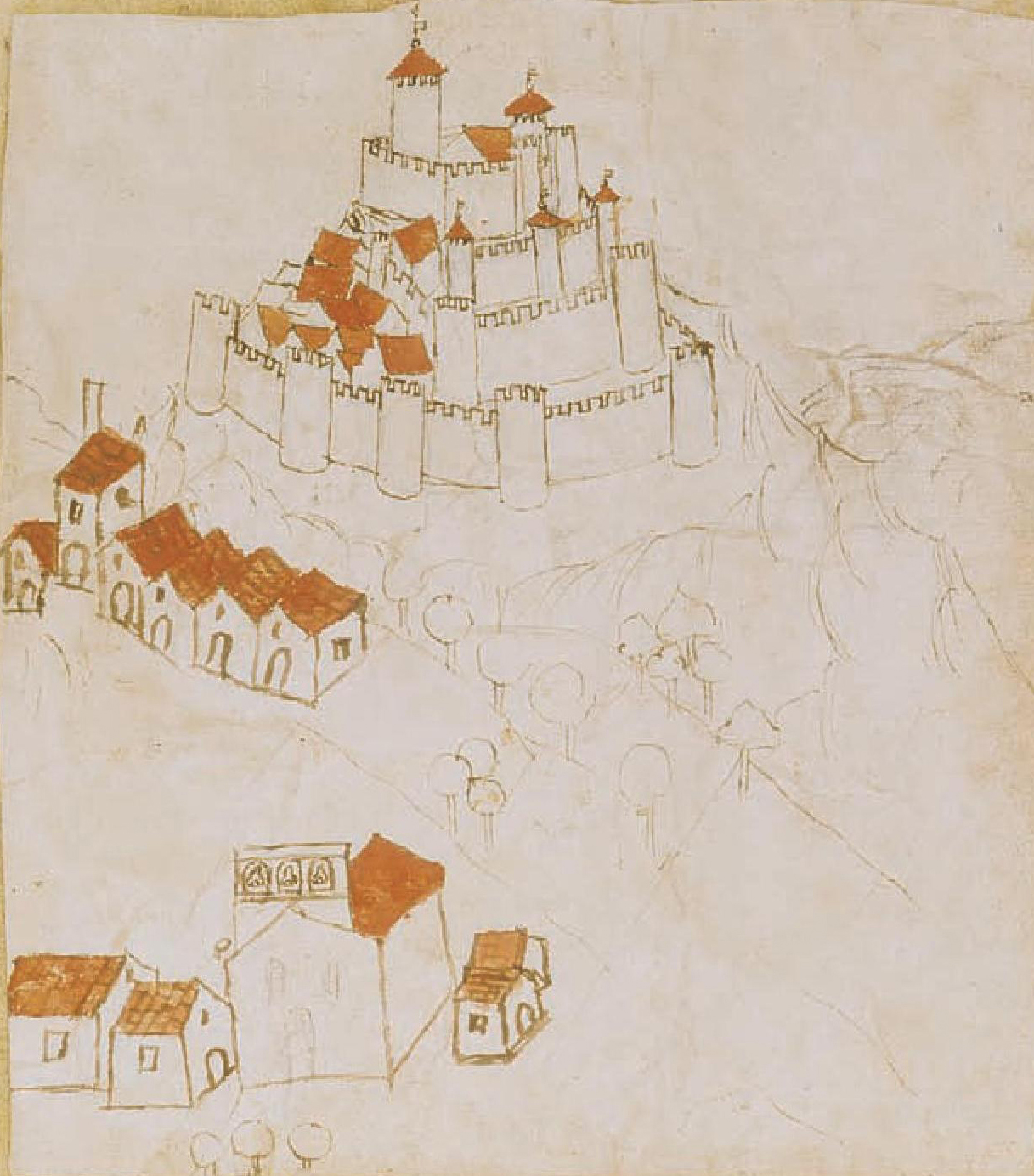
Darstellung der Burg Couzan samt Burgkapelle, 16. Jh.

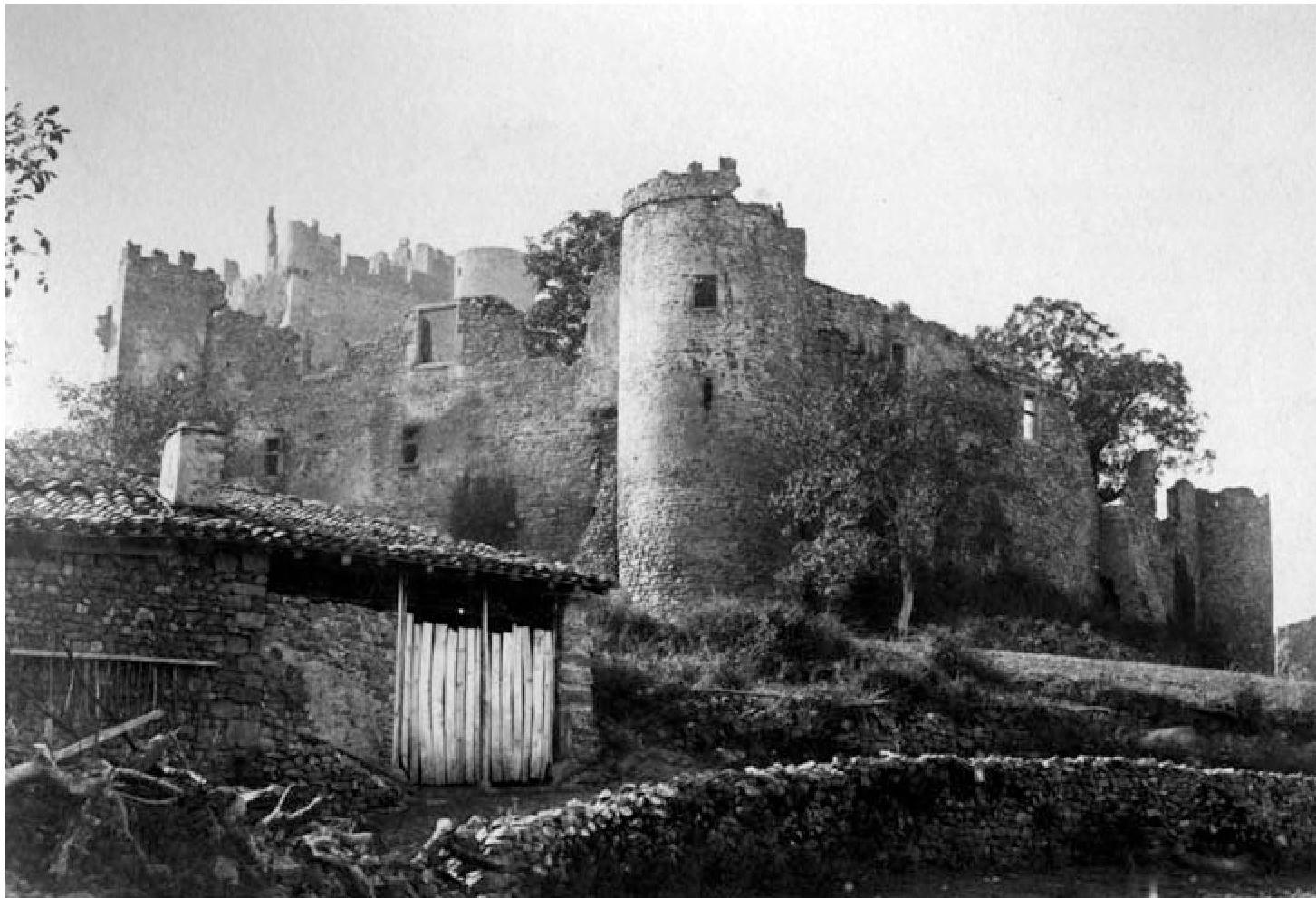
Ansicht der Burg von Norden, ca. 1880

Die Anfänge der Burg liegen im 11. Jahrhundert, doch das genaue Baudatum sowie der Bauherr sind unbekannt. Die Gründung muss aber vor 1075/1076 erfolgt sein, denn in einer Urkunde aus jener Zeit wird bereits eine Burgkapelle in castro Cosan erwähnt. Mittels der Radiokarbonmethode konnte die älteste erhaltene Bausubstanz der ersten Burganlage zudem in den Zeitraum zwischen 1025 und 1084 datiert werden. Eine Ausgrabung im Jahr 2016 lieferte Beweise dafür, dass der Burghügel allerdings schon in karolingischer Zeit besiedelt war. Die Burg gehörte anfangs dem Haus Semur, später einer Nebenlinie dieser burgundischen Adelsfamilie, dem Haus Damas-en-Forez. Mitte des 12. Jahrhunderts war Hugues de Damas Herr von Couzan. Seine Familie konnte lange Zeit ihre Unabhängigkeit gegenüber den mächtigen Grafen von Forez behaupten, aber 1229 musste Renaud de Damas die Lehnshoheit der gräflichen Familie über Couzan endgültig anerkennen. Ungefähr in jenem Jahr war die Burg Streitobjekt zwischen der Familie von Beaujeu und den Grafen von Forez. Humbert V. de Beaujeu belagerte Couzan und erhielt seine Rechte darüber sogar vom französischen König Ludwig IX. bestätigt, Graf Guigues IV. von Forez zwang ihn aber zur Aufgabe seiner Ansprüche.
Im 13. Jahrhundert erhielt der einfache romanische Herrschaftssitz einen neuen Saalbau (um 1279) und wurde durch den Bau eines runden Bergfrieds verstärkt. Die Familie der Burgherren geriet Ende des 13. Jahrhunderts in finanzielle Probleme, die erst im Jahr 1326 durch die Hochzeit Hugues de Damasʼ mit Alice de La Perrière ein Ende fanden, denn die Braut brachte die immense Mitgift von 2000 Livre tournois in die Ehe. Bereits 1320 hatten die Herren von Couzan von König Philipp VI. und den Grafen von Forez die Erlaubnis erhalten, ihre Burg auszubauen und weiter zu befestigen. Daraus resultierte der Bau einer dritten Ringmauer samt Wachtürmen und um 1387 eines weiteren, Sankt-Antonius-Turm (französisch Tour Saint-Antoine) genannten Wehrturms. Die Arbeiten dauerten bis in das Jahr 1410 und wurden erst unter Hugues de Damasʼ gleichnamigem Sohn abgeschlossen. Die Familie der Burgherren war im 14. Jahrhundert zu großem Reichtum und großer Macht gekommen. 1380 besaß sie nach der Grafenfamilie das größte Vermögen im Forez. Zu ihren Besitzungen zählten neben Couzan unter anderem vier weitere Burgen. 1401 wurde Guy de Damas zum Großkammerherrn von Frankreich ernannt.
Mit dem Tod eines weiteren Guy de Damas im Jahr 1423 starb die Familie im Mannesstamm aus. Seine Schwester Alize de Damas brachte die Burg Couzan durch ihre Heirat mit Eustache de Lévis im Jahr 1428 an dessen Familie. Diese residierte aber nicht in Couzan, sondern auf ihrem Anwesen in Chalain-d’Uzore. Die Burg ließ sie durch einen Kastellan verwalten. Dadurch, dass die Anlage nicht mehr als herrschaftlicher Wohnsitz genutzt wurde, setzte ihr allmählicher Niedergang an. Sie diente fast nur noch als Getreidelager, und an den Hängen des Burgberges wurde Wein kultiviert. Während der französischen Religionskriege wurde im letzten Viertel des 15. Jahrhunderts zudem der Wohnbau der Kernburg zerstört. Die de Levis verkauften die Anlage 1622 an den Marquis Louis dʼUrgel de Saint-Priest. Er ließ um 1634 einige Instandsetzungsarbeiten an der Burg vornehmen, aber schon 1656 war sie eine Teilruine. In jenem Jahr erwarb Jean de Luzy, Marquis von Pélissac, den Besitz.
Im 18. Jahrhundert war die Burg kaum noch genutzt. Während der Französischen Revolution diente sie als Gefängnis. Nach Revolutionsende in der Zeit der Ersten Republik nutzten die Einwohner von Sail-sous-Couzan die vernachlässigte Ruine als Steinbruch. Dadurch verschwand in jener Zeit zum Beispiel ein großer Teil des Sankt-Georgstors (französisch Porte Saint-Georges) in der Niederburg (französisch basse-cour). Ende des 18. Jahrhunderts verkaufte die Familie Luzy die Anlage an die Familie Thy de Milly, die sie 1932 an die Gesellschaft für Geschichte und Archäologie des Forez „La Diana“ weiterveräußerte. Diese kümmert sich seither um die Sicherung, Erhaltung und Restaurierung der Burg. Seit 1995 führt der Verein dazu alljährlich im Sommer Arbeitskampagnen durch. Seit Ende der 1990er Jahre finden auch regelmäßig wissenschaftlich begleitete archäologische Ausgrabungen auf dem Burgareal statt. 2015 wurde bekannt, dass die Ruine an mehreren Stellen akut einsturzbedroht ist. Um sie für die Zukunft zu erhalten, sind etwa 14 Kampagnen zur Bausicherung nötig, von denen jede zwischen 300.000 und 600.00 Euro kosten wird und die insgesamt etwa 30 Jahre dauern werden. La Diana sucht seither nach Möglichkeiten zur Finanzierung dieses Großprojekts.

## Beschreibung

### Lage
Die Reste der Burganlage liegen auf etwa 600 Meter Höhe südlich von Sail-sous-Couzan auf einem mehr als 200 Meter hohen Felskegel aus Granit, der zu den Ausläufern des Forez-Massivs gehört und an der Süd- sowie Ostseite steil abfällt. Der Burgfelsen wird im Osten vom Lignon du Forez und im Norden sowie Westen von dessen Zufluss Chagnon umflossen. Ihre Täler wurden früher von der Anlage überwacht. Vom Gipfel bietet sich ein guter Rundblick über die Ebenen und Hügel der Region Forez, auf das Tal des Lignon und die Berge des Lyonnais.

### Architektur
Die Wehranlage war früher von vier gestaffelten Ringmauern eingefasst, die mehr als 3,5 Hektar geschlossene Fläche umgaben. Die heute erhaltenen Mauerzüge sind immer noch über 700 Meter lang, begrenzen aber nur noch ein Areal von etwa mehr als einem Hektar.
Die äußerste (vierte) Ringmauer mit ihren fünf Wehrtürmen vom Ende des 14./Anfang des 15. Jahrhunderts ist nur noch an der Westseite auf einer Länge von rund 250 Metern erhalten. Vor ihrer Nordspitze lag früher ein breiter Trockengraben, der heute aber verschwunden ist. Auch die dritte und die zweite Umfassungsmauer sind heute fast völlig verschwunden. Lediglich im Westen gibt es von der dritten Mauer noch einen geringen Rest.
Die vierte Mauer umgab den Bereich der Niederburg, der durch einen Torbau mit Zugbrücke an der Ostseite betreten werden konnte. Im nördlichen Teil dieses Areals stehen noch die Ruinen einiger Gebäude aus dem 14. und 16. Jahrhundert, die aber im 17. Jahrhundert stark überformt wurden. Am Sturz eines Hauses ist noch das Wappen der Familie Damas zu erkennen. Im südwestlichen Teil der Niederburg ist ein Brunnen erhalten, auf dessen Umrandung die Wappen der Familien Damas, Lévis und Lavieu-Fougerolles zu finden sind.
Auf dem Gipfel des Burgbergs befindet sich die über 900 Quadratmeter große Kernburg. Ihr ältestes Bauteil ist der noch in Resten vorhandene romanische Vierecksdonjon vom Ende des 11. oder Anfang des 12. Jahrhunderts. Er wird Damas-Turm (französisch Tour (des) Damas) genannt und besitzt abgerundete Ecken. Insgesamt hatte er einmal vier Geschosse, die sich auf einem 7 × 8 Meter messenden Grundriss erhoben. Der Hocheingang lag im ersten Geschoss. Dem Turm schloss sich in südwestlicher Richtung rein großer rechteckiger Saalbau an, der dendrochronologisch auf die Zeit um 1279 datiert werden konnte. 1355 wurde er stark verändert, als sein südlicher Teil zu einem großen Vierecksturm umgebaut wurde. Dem Gebäude ist an seiner nordwestlichen Fassade ein fünfgeschossiger Rundturm vorgebaut, der Sankt-Antonius-Turm genannt wird. Dendrochronologische Untersuchungen ergaben, dass er um das Jahr 1387 errichtet wurde.
Nördlich des umfassenden Burgareals steht die einschiffige Burgkapelle, die dem heiligen Saturninus von Toulouse geweiht ist. Ihr Standort außerhalb des umwehrten Burgbereichs erklärt sich dadurch, dass sie früher einmal Pfarrkirche war und somit nicht nur exklusiv von den Burgbewohnern, sondern auch von den Einwohnern des Ortes genutzt werden durfte. Das kleine Gotteshaus aus Granitblöcken wurde 2001 näher untersucht. Dabei wurde festgestellt, dass die Mehrheit der heutigen Bausubstanz aus dem 11. Jahrhundert stammt. Der Innenraum wird von einem einjochigen Tonnengewölbe überspannt. Früher besaß die Kapelle ein zweites Joch, das aber in der zweiten Hälfte des 14. Jahrhunderts während des Hundertjährigen Kriegs zerstört wurde. An ihrer östlichen Stirnseite befindet sich eine halbrunde Apsis mit wuchtigen Strebepfeilern. Den Giebel der Ostseite bildet eine Glockenmauer mit zwei Öffnungen, in der aber keine Glocken mehr hängen.

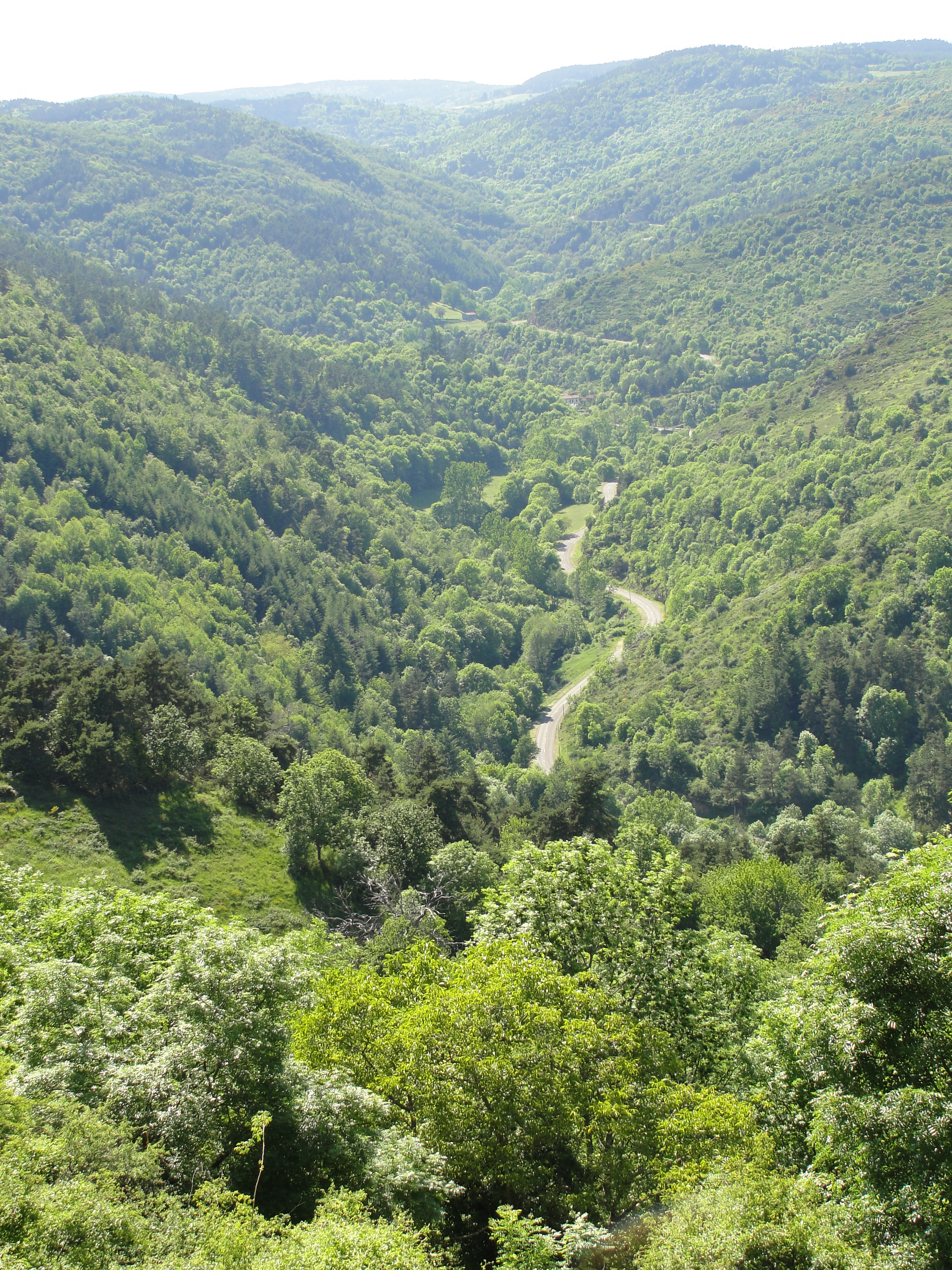
Blick vom Burghügel in Richtung Westen
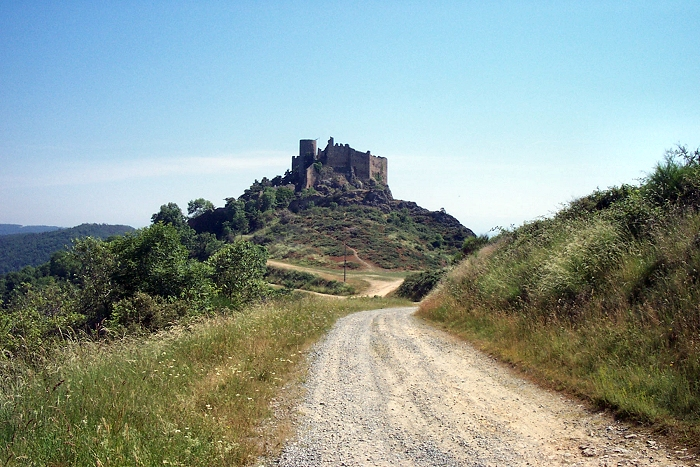
Ansicht von Südwesten
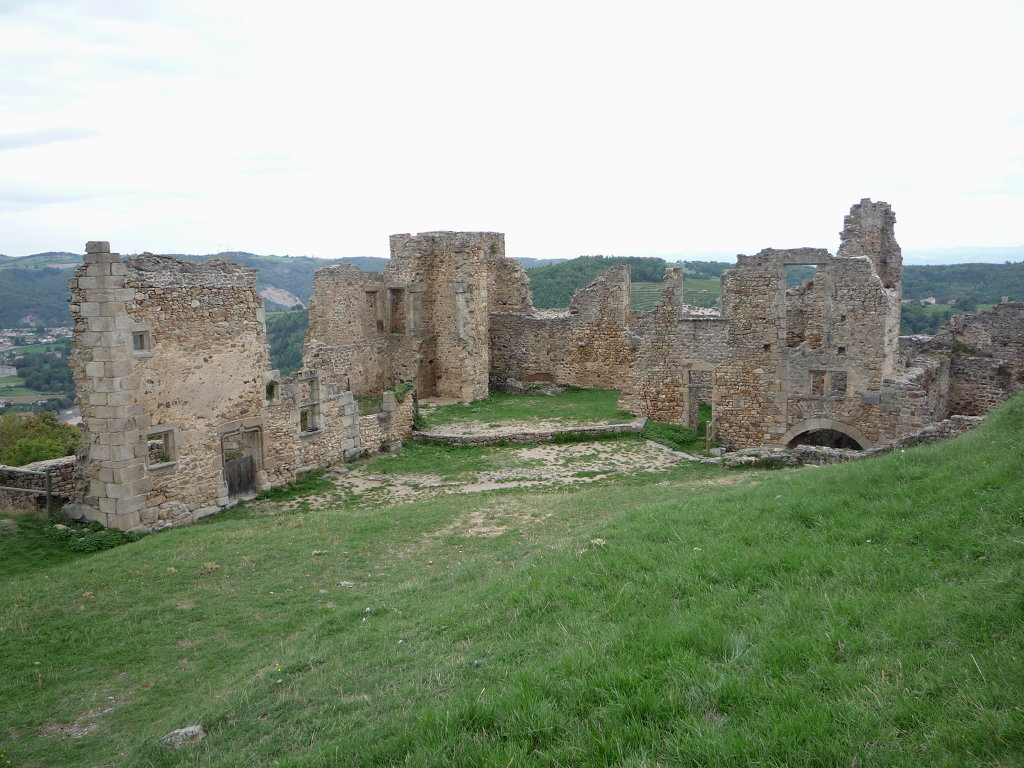
Ruinen in der Niederburg
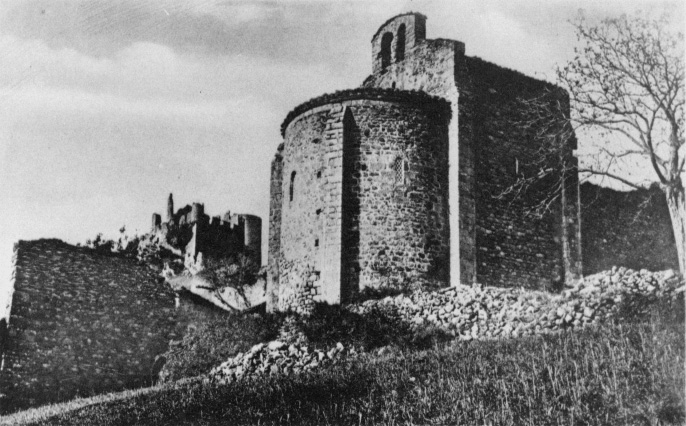
Burgkapelle, 1880